# 러요시 2세
러요시 2세(헝가리어: II. Lajos, 슬로바키아어: Ľudovít II. 루도비트 2세, 크로아티아어: Ludovik II. 루도비크 2세, 1506년 7월 1일 ~ 1526년 8월 29일) 또는 루드비크 2세는 헝가리와 크로아티아의 국왕(재위: 1516년 ~ 1526년)이자 보헤미아의 국왕(재위: 1516년 ~ 1526년)이다. 폴란드의 야기에우워 왕조 출신이며 보헤미아의 국왕 루드비크(체코어: Ludvík Jagellonský 루드비크 야겔론스키[*])에 해당한다.

## 생애
헝가리 부더에서 헝가리의 국왕이자 보헤미아의 국왕인 울라슬로 2세와 그의 3번째 아내 안 드 푸아(Anne de Foix) 사이에서 태어났다. 그의 누이는 신성 로마 제국의 황제였던 페르디난트 1세의 아내인 보헤미아와 헝가리의 안나이다.
1516년 울라슬로 2세의 뒤를 이어 헝가리의 국왕으로 즉위했지만 나이가 어렸기 때문에 통치 기반이 약했다. 1526년 오스만 제국의 쉴레이만 1세 술탄이 이끄는 오스만 제국 군대와의 모하치 전투에서 오스만 제국 군대의 공격을 받고 전사했다. 이에 따라 헝가리 왕국 영토의 대부분은 오스만 제국에 편입되었다.
러요시 2세가 후사 없이 사망하면서 쉴레이만 1세는 오스만 제국에 복속된 트란실바니아의 수반을 역임했던 서포여이 야노시를 헝가리의 국왕으로 추대했지만 러요시 2세의 아내였던 마리아 폰 외스터라이히가 반대하면서 신성 로마 제국의 대공이었던 페르디난트(훗날 신성 로마 제국의 황제인 페르디난트 1세가 됨)가 보헤미아의 왕위, 헝가리의 왕위를 승계받았다. 이에 따라 합스부르크 가가 보헤미아의 왕위, 헝가리의 왕위를 세습하게 된다.